# 哈图
哈图，中华人民共和国政治人物。
曾任辽宁省人民委员会委员。1954年，当选第一届全国人民代表大会代表。